# Логинов-Лесняк, Павел Семёнович
Павел Семёнович Логинов-Лесняк (1891, д. Щекавцево, Богородский уезд, Московская губерния, Российская империя — 3 июля 1938, Москва, СССР) — русский и советский писатель.

## Биография
Родился в 1891 году в крестьянской семье. Окончил двухклассную сельскую школу. До 20 лет жил в деревне, в 1913 году призван на военную службу, с началом Первой мировой войны попал на фронт. Демобилизовавшись, приехал в Москву, устроился работать редактором журнала фельдшеров «Вестник Лекарского Помощника», затем журнала «Медицинский Работник» союза медсантруд. Зарабатывать на жизнь литературным трудом стал с 1925 года.
Умер 3 июля 1938 года, похоронен на Ваганьковском кладбище (20 уч.).

## Творчество
Дебютировал в 1912 году, печатался в журналах «Живое Слово» (Москва) и «Жизнь для Всех» (Петроград).
Характерный типаж героя его произведений — сильный и мятущийся человек, например, монах Агафон в «Степных табунах» (1927). Образы коммунистов же, по мнению исследователя В. Бойчевского, «явно не удаются писателю»: Зотов («Степные табуны») изображен мечтателем, а не человеком действия; коммунист Симонов («Дикое поле», 1928) в итоге разочаровывается в строительстве, которым был увлечён полностью; инженер Бакшеев («Сотворение земли», 1930) также чужд задачам построения социализма. Персонажи, которых можно охарактеризовать как «новые люди деревни», заняты не столько разрешением проблем построения социализма, сколько вопросами нравственного усовершенствования.